# Horodek (Polska)
Horodek (w latach 1977–1981 Gródek) – nieistniejąca wieś w Polsce położona w województwie podkarpackim, w powiecie leskim, w gminie Solina.
Wieś prawa wołoskiego w latach 1551–1600, położona w ziemi sanockiej województwa ruskiego. W latach 1975-98 miejscowość administracyjnie należała do województwa krośnieńskiego.
Nieistniejąca wieś nad zalewem solińskim, położona na wschód od szosy do Werlasu. Lokowana przed 1580 r. na prawie wołoskim w dobrach Kmitów, przy dawnym szlaku z Sanoka przez Hoczew do Lutowisk. W 1921 r. wieś liczyła 103 domy i 674 mieszkańców: 
- 621 wyznania greckokatolickiego,
- 37 wyznania mojżeszowego,
- 16 wyznania rzymskokatolickiego.

Po II wojnie światowej całkowicie wysiedlona i zniszczona. W centrum wsi zachowała się podmurówka drewnianej cerkwi z 1790 r. i zdewastowany cmentarz, oraz biegnące w głębokich wąwozach drogi. Znaczna część wsi zalana została wodami Jeziora Solińskiego.
Na jej terenie w 2013 powstało prywatne lądowisko Dolina Ruchlinu-Horodek. W pobliżu znajdują się Zatoka Karpiowa, Zatoka Suchego Drzewa i Półwysep Horodek.